# Шмартно при Словењ Градцу
Шмартно при Словењ Градцу (словен. Šmartno pri Slovenj Gradcu) је насељено место у општини Словењ Градец, Корушка регија, Словенија.

## Историја
До територијалне реорганизације у Словенији било је у саставу старе општине Словењ Градец.

## Становништво
У попису становништва из 2011. године, Шмартно при Словењ Градцу је имало 1.250 становника.
| Број становника према пописима | Број становника према пописима | Број становника према пописима |
| ------------------------------ | ------------------------------ | ------------------------------ |
| 1991                           | 2002                           | 2011                           |
| 1.355                          | 1.257                          | 1.250                          |

Напомена: Године 1993. умањено за део насеља који је припојен насељу Словењ Градец.